# Breno Bidon
Breno de Souza Bidon (São Paulo, 20 de febrero de 2005) es un futbolista brasileño. Juega de mediocentro y su equipo actual es el Sport Club Corinthians Paulista de la Serie A de Brasil.

## Trayectoria
En su infancia, pasó por diferentes equipos como Santa Marina, Carolina, Juventus y Palmeiras, tanto en fútbol como en fútbol sala, en Portuguesa realizó las divisiones infantiles hasta 2016. Durante 2017 y 2018 jugó con Audax, realizó una prueba en Red Bull Bragantino pero lo rechazaron, fue en 2019 cuando fue fichado por Corinthians y culminó su formación juvenil.
A comienzos de 2024 se destacó en la Copa São Paulo de Futebol Júnior, se coronaron campeones al vencer a Cruzeiro  por la mínima. Fue nombrado como el mejor jugador del torneo.
Fue ascendido al primer equipo y debutó como profesional el 10 de marzo, el entrenador António Oliveira lo hizo ingresar al comienzo del segundo tiempo para enfrentar a Água Santa en la última fecha del Campeonato Paulista y empataron sin goles. Disputó su primer encuentro oficial con 19 años y la camiseta número 27.
En su primera temporada como profesional jugó 44 partidos durante 2024 y convirtió 1 gol, su equipo finalizó el torneo local en séptimo lugar, en la Copa de Brasil y Copa Sudamericana llegaron a semifinales.

## Selección nacional
Ha sido parte de la selección de Brasil en la categoría juvenil sub-20.
Durante 2024 fue parte del proceso de la sub-20, debutó en un amistoso contra México el 5 de septiembre, fue titular y ganaron 2-1. Unos días después jugaron la revancha, volvió a estar los 90 minutos en cancha y ganaron 3-2.
A finales de diciembre fue confirmado para jugar el Sudamericano Sub-20 de 2025. Estuvo presente en 9 partidos, clasificaron a la Copa Mundial y en la última jornada se coronaron campeones del torneo.
El 16 de mayo de 2025 fue convocado para estar a la orden en una serie de amistosos sub-20 en Egipto.

## Estadísticas

### Clubes
Actualizado al último partido disputado el 25 de mayo de 2025.
| Club                          | Div.          | Temporada     | Liga  | Liga  | Liga   | Estatal | Estatal | Estatal | Copas nacionales | Copas nacionales | Copas nacionales | Copas internacionales | Copas internacionales | Copas internacionales | Total | Total | Total  |
| Club                          | Div.          | Temporada     | Part. | Goles | Asist. | Part.   | Goles   | Asist.  | Part.            | Goles            | Asist.           | Part.                 | Goles                 | Asist.                | Part. | Goles | Asist. |
| ----------------------------- | ------------- | ------------- | ----- | ----- | ------ | ------- | ------- | ------- | ---------------- | ---------------- | ---------------- | --------------------- | --------------------- | --------------------- | ----- | ----- | ------ |
| S. C. Corinthians P. · Brasil | 1.ª           | 2022          | 0     | 0     | 0      | -       | -       | -       | -                | -                | -                | -                     | -                     | -                     | 0     | 0     | 0      |
| S. C. Corinthians P. · Brasil | 1.ª           | 2023          | -     | -     | -      | -       | -       | -       | -                | -                | -                | 0                     | 0                     | 0                     | 0     | 0     | 0      |
| S. C. Corinthians P. · Brasil | 1.ª           | 2024          | 29    | 0     | 0      | 1       | 0       | 0       | 5                | 1                | 1                | 9                     | 0                     | 1                     | 44    | 1     | 2      |
| S. C. Corinthians P. · Brasil | 1.ª           | 2025          | 9     | 0     | 1      | 4       | 0       | 0       | 2                | 0                | 0                | 8                     | 0                     | 0                     | 23    | 0     | 1      |
| S. C. Corinthians P. · Brasil | Total club    | Total club    | 38    | 0     | 1      | 5       | 0       | 0       | 7                | 1                | 1                | 17                    | 0                     | 1                     | 67    | 1     | 3      |
| Total carrera                 | Total carrera | Total carrera | 38    | 0     | 1      | 5       | 0       | 0       | 7                | 1                | 1                | 17                    | 0                     | 1                     | 67    | 1     | 3      |
| 1. 2.                         |               |               |       |       |        |         |         |         |                  |                  |                  |                       |                       |                       |       |       |        |

### Selección
Actualizado al último partido disputado el 16 de febrero de 2025.
| Selección         | Temporada         | Continental | Continental | Continental | Mundial | Mundial | Mundial | Amistosos | Amistosos | Amistosos | Total | Total | Total  |
| Selección         | Temporada         | Part.       | Goles       | Asist.      | Part.   | Goles   | Asist.  | Part.     | Goles     | Asist.    | Part. | Goles | Asist. |
| ----------------- | ----------------- | ----------- | ----------- | ----------- | ------- | ------- | ------- | --------- | --------- | --------- | ----- | ----- | ------ |
| Sub-20 · Brasil   | 2024              | —           | —           | —           | —       | —       | —       | 2         | 0         | 0         | 2     | 0     | 0      |
| Sub-20 · Brasil   | 2025              | 9           | 1           | 0           | -       | -       | -       | 0         | 0         | 0         | 9     | 1     | 0      |
| Sub-20 · Brasil   | Total sel.        | 9           | 1           | 0           | 0       | 0       | 0       | 2         | 0         | 0         | 11    | 1     | 0      |
| Total selecciones | Total selecciones | 9           | 1           | 0           | 0       | 0       | 0       | 2         | 0         | 0         | 11    | 1     | 0      |
| 1.                |                   |             |             |             |         |         |         |           |           |           |       |       |        |

## Palmarés

### Títulos internacionales
| Título                         | Equipo              | Sede      | Año  |
| ------------------------------ | ------------------- | --------- | ---- |
| Campeonato Sudamericano Sub-20 | Selección de Brasil | Venezuela | 2025 |

### Títulos regionales
| Título              | Club                 | País   | Año  |
| ------------------- | -------------------- | ------ | ---- |
| Campeonato Paulista | S. C. Corinthians P. | Brasil | 2025 |